# Ernesto Navarro Castán
Ernesto Navarro Castán (Fuencalderas 24 de julio de 1934 - Eiger, 15 de agosto de 1963) fue un montañero español.

## Biografía
Montañero aragonés durante los 50 y 60, que formó una mítica cordada con Alberto Rabadá, abriendo multitud de vías en el Pirineo y Picos de Europa. Comenzó a escalar en 1957, por lo que su carrera como escalador, a pesar de ser relativamente breve, es muy prolífica. Fue pionero en el montañismo aragonés.
Tras participar en 1958 en la apertura de la vía Luis Villar junto con Luis Lázaro y Roberto Ligorred en los Mallos de Riglos comienza a escalar con Rabadá, con quien lograría la apertura de vías como la vía de los Diedros a la Peña don Justo, la norte del Puro, la Endrija del Mango del Cuchillo o el Espolón del Firé en los Mallos de Riglos (Las Peñas de Riglos, Huesca), la cara oeste del Naranjo de Bulnes (Bulnes, Asturias), la Edil del Pico del Aspe, la Edil de la Peña del Moro en Mezalocha, la Brujas del Tozal del Mallo y el Espolón del Pico Gallinero en (Ordesa, Huesca). Además de estas aperturas, consiguió otras aperturas sin Rabadá, como la Ursi al Macizo del Pisón o la Rosaleda en los Mallos de Riglos.
Su última gran aventura fue la cara norte del Eiger, junto con Alberto Rabadá, en la que murieron por agotamiento y frío el 15 de agosto de 1963 en la zona conocida como "La Araña Blanca".
Ernesto Navarro ha sido muy reconocido en el montañismo español, disponiendo como homenaje de distintas vías a su nombre, como la Ernesto Navarro al mallo Firé o de algunos picos como el Pico Navarro (3.043 m) (junto con el Pico Rabadá de 3.045 m.) en la cresta entre la Tuca de Remuñé y el Maupás (Macizo del Perdiguero). 
Así mismo, la cordada Rabadá-Navarro tiene un monolito en su recuerdo a la entrada del pueblo de Riglos, un albergue con su nombre en Javalambre, una glorieta en el municipio de Ayerbe y ya está aprobada la iniciativa popular para designar con su nombre a una calle de Zaragoza.
La cordada Rabadá-Navarro protagonizó tres películas de montaña dirigidas por Miguel Vidal, Escalada grabada durante su ascensión al espolón del mallo Firé, La vía soñada grabada durante la apertura de la cara Oeste del Naranjo de Bulnes y Siempre unidos, en la vía Vidal del Tornillito del macizo d'os Fils en Riglos, siendo una de las últimas aperturas de la cordada. También el programa Al filo de lo imposible les dedicó un documental dividido en dos capítulos.
Igualmente, se han escrito dos libros recordando a la cordada: Rabadá Navarro. Su vida, su técnica y sus vías actualizadas y Rabadá y Navarro, la cordada imposible así como uno dedicado en exclusiva a la vida de Ernesto Navarro con el título Más allá de las rallas.